# EPO (editură)
EPO este o editură belgiană independentă. Compania a fost înființată în 1978 și are sediul la Berchem (Anvers). Inițial a purtat numele Education Prolétarienne/Proletariese Opvoeding. EPO publică anual aproximativ 35 de cărți. EPO este o editură independentă care urmează o linie politică pronunțată de stânga și își organizează fondul de carte ca atare. Editura a jucat de zeci de ani rolul de mediu de difuzare a ideilor de stânga în dezbaterea politică.
Editura este cunoscută mai ales pentru publicarea de non-ficțiune. Pe lângă cărțile în limba neerlandeză, apar în mod regulat și traduceri. Temele politice, economice, sociale, socio-culturale, social-psihologice și istorice sunt abordate cu precădere.
Începând din aprilie 2008 EPO a iniția un parteneriat cu  editura SWP din Amsterdam pentru publicarea revistelor PIPPO și POMPOEN pe piața flamandă.
Compania a încheiat, de asemenea, parteneriate internaționale cu Coutinho, (,ik,), o editură academică neerlandeză specializată mai ales în domeniul pedagogiei, lingvisticii și metodelor de învățare a limbilor străine, cu Serena Libri (Amsterdam), o editură de literatură italiană în traducere, și cu Le Temps des cerises (Paris), editura care a publicat Cartea neagră a capitalismului. De asemenea, mai multe reviste culturale și importante importante precum Yang, Revolver și De Brakke Hond sunt reprezentate.
Editura EOP este, de asemenea, acționarul majoritar al librăriei De Groene Waterman din Anvers.
Printre autorii publicați de OEB sunt:
- Noam Chomsky
- Erik De Bruyn
- Peter Tom Jones
- Els Keytsman
- Jaap Kruithof
- Ludo Martens
- Peter Mertens
- Marco Van Hees
- Paul Van Nevel
- Howard Zinn
- Jacques Pauwels
- Bleri Lleshi